# Zweibrückenstraße 8 (München)

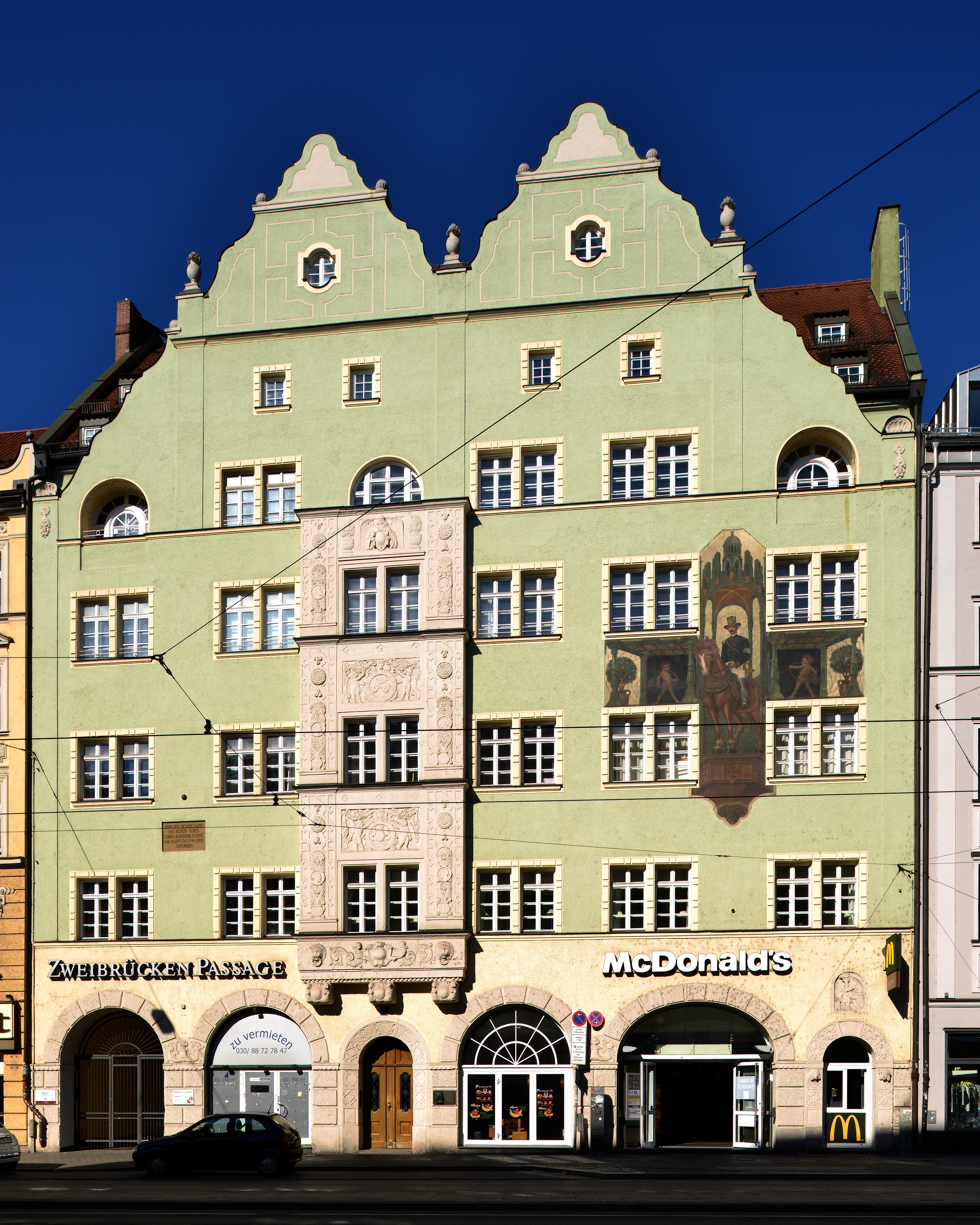
Haus Zweibrückenstraße 8 in München

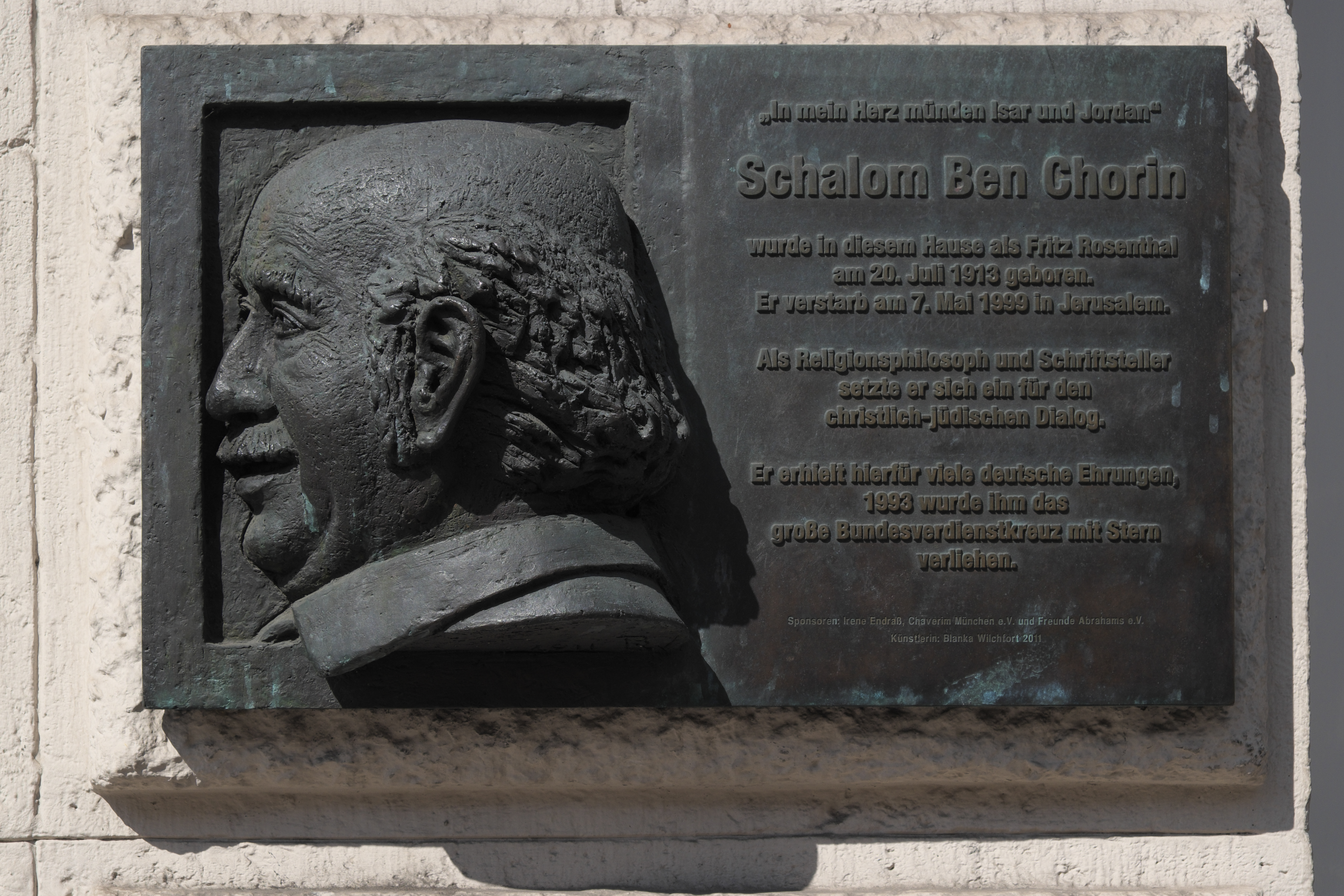
Gedenktafel zur Erinnerung an Fritz Rosenthal

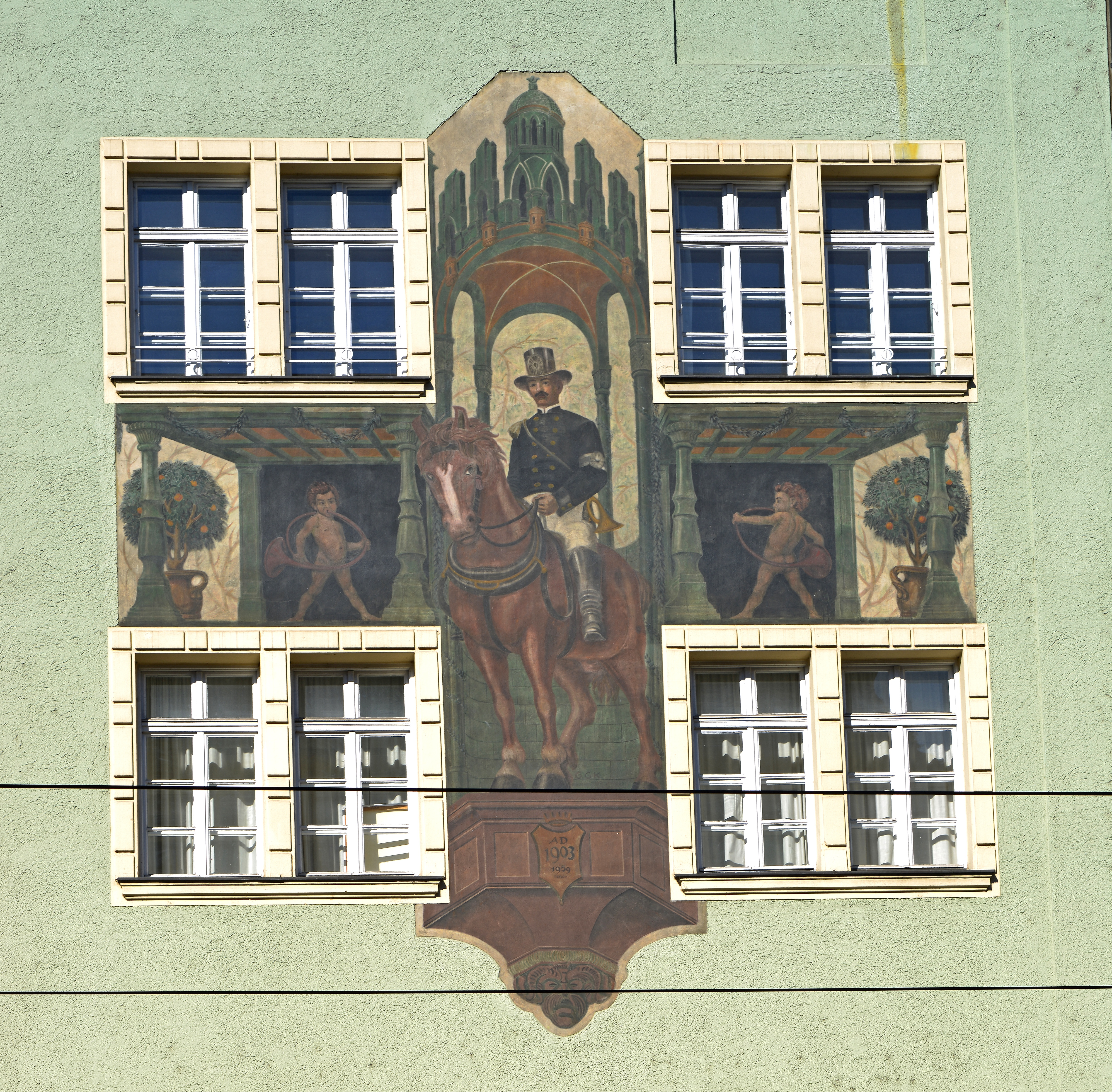
Wandmalerei als Andenken an das Gasthaus Zum Postgarten.

Das Haus Zweibrückenstraße 8 im Stadtbezirk Ludwigsvorstadt-Isarvorstadt in München wurde 1903 errichtet. Das Wohn- und Geschäftshaus ist ein geschütztes Baudenkmal (Aktennummer D-1-62-000-7788 in der Denkmalliste für München beim Bayerischen Landesamt für Denkmalpflege).

## Geschichte und Gestaltung
Das Gebäude im Stil der Neorenaissance (nach Vorbildern der sog. deutschen Renaissance) wurde von dem Architekten Hans Hartl entworfen, der auch gleichzeitig Bauherr war. Das Haus mit Doppelgiebel und skulptiertem Steinerker besitzt an der nördlichen Fassadenseite eine Wandmalerei, die Bezug nimmt zum ehemaligen Restaurant zum Postgarten im Erdgeschoss. Dieses Kunstwerk erstreckt sich vom zweiten bis zum dritten Obergeschoss zwischen je zwei mal zwei Fensterreihen und wurde um 1905 nach einer Zeichnung des Malers Gottfried Gottlieb Klemm ausgeführt. Signiert ist das Kunstwerk mit „G.G.K.“, der Jahreszahl der Vollendung des Gebäudes und der Jahreszahl der Restaurierung der Zeichnung. Zu sehen ist ein Postreiter – bekleidet mit der Tracht der Zeit – auf einem Pferd, der durch ein Spalier in Richtung Straße reitet. Das Gasthaus fand eine neue Bleibe im Neubau und hatte bis zum Jahr 1971 Bestand. Weiterer geschichtlich einzuordnender Fassadenschmuck befindet sich zwischen der ersten und zweiten Etage auf der linken Seite der Hauswand. Es ist eine Kanonenkugel, die zur Hälfte ihres Durchmessers aus dem Wandputz herausragt. Unterhalb der Kugel ist eine Gedenktafel angebracht. Diese beschreibt in kompaktem Text von deren Geschichte; die Inschrift der Tafel lautet wie folgt: NACH DER BESCHIESSUNG DES ROTEN TORES DURCH MARSCHALL CONDE AM 8 SEPT. D. J. 1796 HIER GEFUNDEN. Die im Jahr 1796 auf dem Grundstück des Postgartens gefundene Metallkugel war bereits im Vorgängerbau des alten Postgartens in die Fassade eingelassen.
Der Architekt des Gebäudes, als komplette Figur in sitzender Pose, ist oberhalb des rechten Fensters im Erdgeschoss in eine Natursteinplatte als Halbrelief eingearbeitet.
Das Haus überstand den Zweiten Weltkrieg nahezu ohne Schaden. Bereits 1933 wurden die ursprünglichen Aufsätze der beiden Giebel, die reicher gestaltet waren, durch einfachere ersetzt. In den Jahren 1984/1985 wurde das Gebäude in eine Eigentumswohnanlage umgewandelt.

## Schalom Ben-Chorin
Eine Gedenktafel erinnert daran, dass Schalom Ben-Chorin als Fritz Rosenthal am 20. Juli 1913 in diesem Haus geboren wurde. 

## Fassadenschmuck im Erdgeschoss

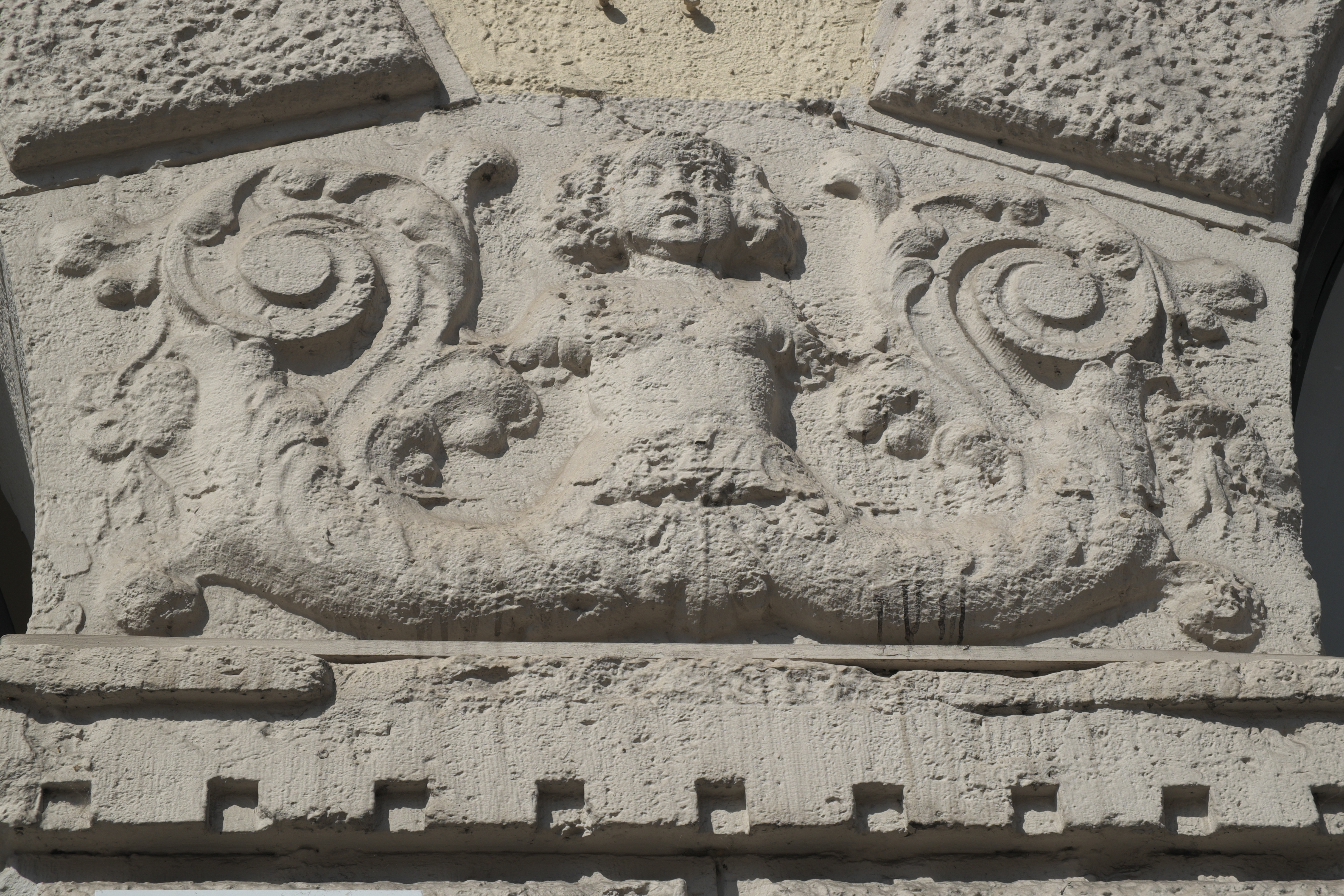
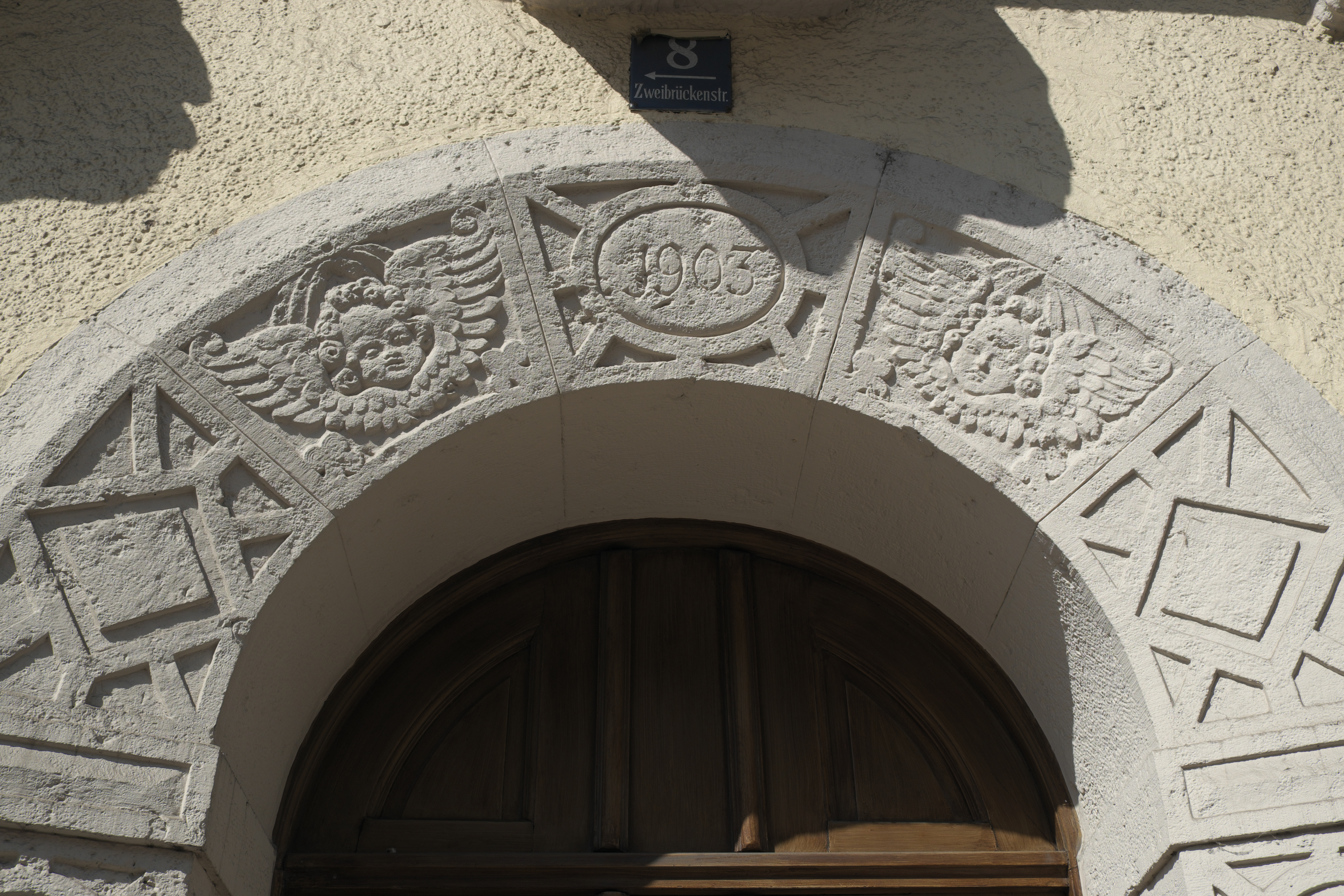
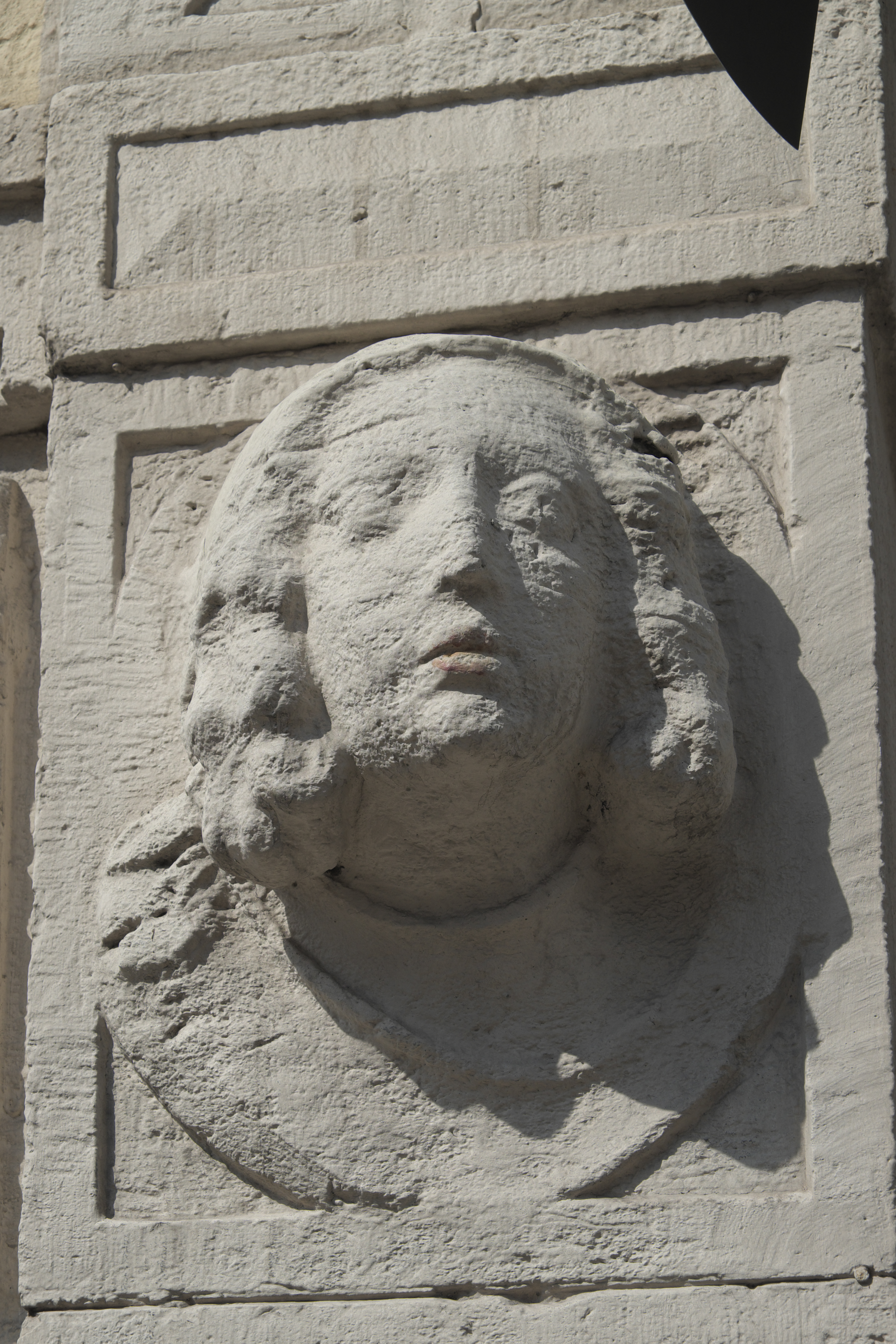
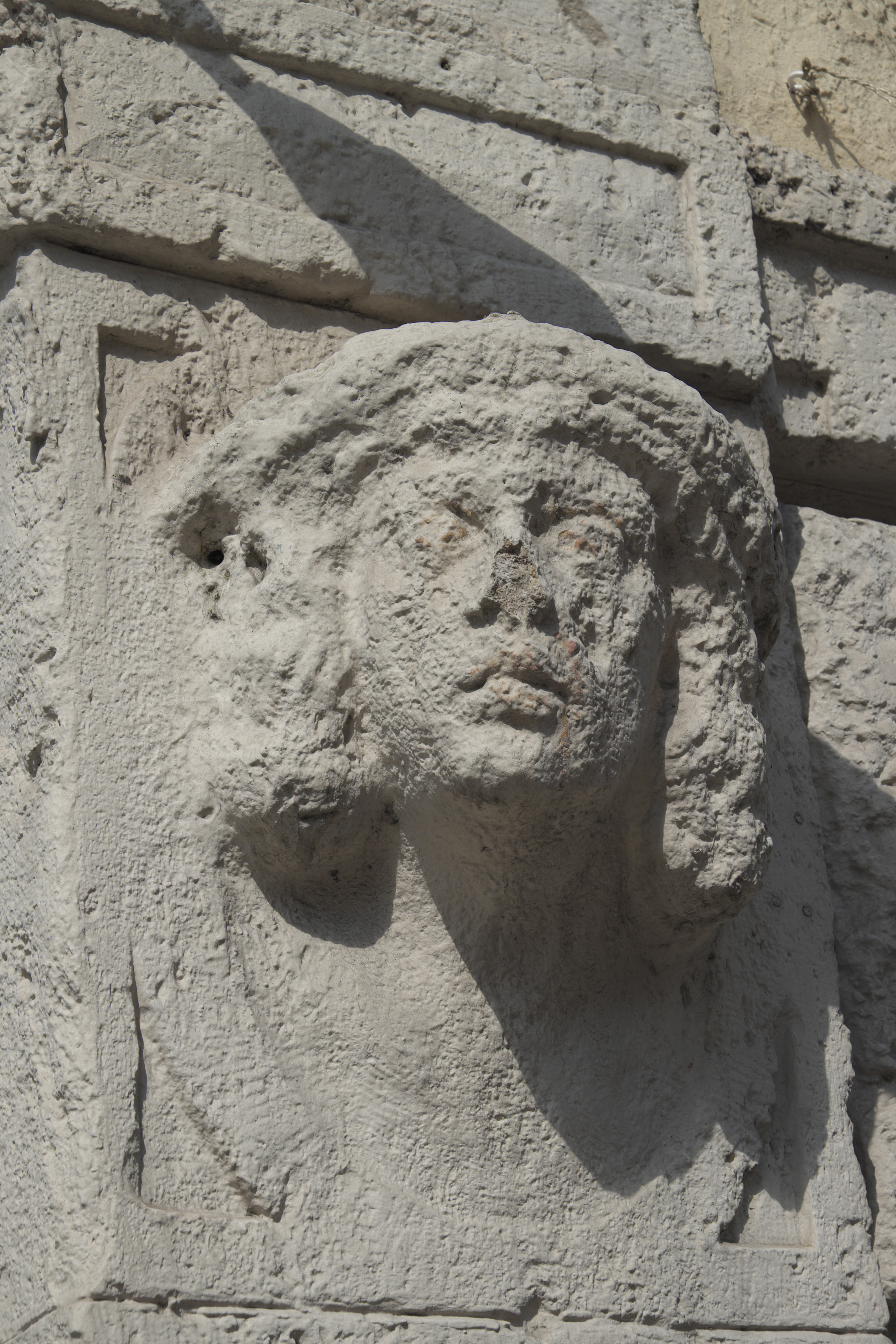